# Biceștii de Jos
Biceștii de Jos – wieś w Rumunii, w okręgu Vrancea, w gminie Dumitrești. W 2011 roku liczyła 639
mieszkańców